# Robert Matula
Robert Matula (16. ledna 1918 Radvanice – 12. června 2012 Victoria) byl československý voják a příslušník výsadku Wolfram.

## Mládí
Narodil se 16. ledna 1918 v Radvanicích v okrese Frýdek. Po absolvování základní školy a tří tříd měšťanské školy v Ostravě se začal učit krejčím. Z učení odešel a vyučil se vulkanizérem. Od roku 1937 pracoval jako horník v Radvanicích.

## V exilu
Po okupaci Čech a Moravy opustil v červnu 1939 protektorát a odešel do Polska. Po prezentaci v Krakově byl odeslán do sběrného tábora v Malých Bronovicích. Zde podepsal závazek k Cizinecké legii. Přes Francii byl dopraven do Alžíru a poté k 1. pěšímu pluku Cizinecké legie v Sidi-bel-Abbes. Po zahájení války byl v legii zproštěn závazku. Ve francouzském Agde byl poté prezentován do československé zahraniční armády. Jako příslušník 1. pěšího pluku se zúčastnil bojů o Francii.
Po pádu Francie byl 27. června 1940, již v hodnosti svobodníka, evakuován do Anglie. Zařazen byl k 2. pěšímu praporu. Do října 1941 byl postupně povýšen na četaře. Absolvoval kurzy zaměřené na ovládání bojové techniky a poté byl převelen k 2. tankovému praporu jako řidič tanku. V dubnu 1944 se oženil, z manželství se později narodili dvě dcery a syn. V červnu 1944 byl kpt. Otiskem získán do programu výsadků do protektorátu a zařazen do operace Wolfram. Od 15. května do poloviny června 1944 absolvoval v rámci výcviku kurz útočného boje, sabotáže, dále paravýcvik a konspirační kurz. 28. června 1944 byl spolu s ostatními příslušníky desantu přepraven na základnu v Lauretu v Itálii.

## Nasazení
Po půlnoci 13. září 1944 byl společně s ostatními příslušníky desantu vysazen poblíž Nytrové v Beskydech. Při seskoku došlo k rozptylu a celá skupina se sešla až po deseti dnech s výjimkou Svobody, který padl do rukou gestapa. Skupina navázala styk s partyzány, ale později byla nucena se stáhnout před protipartyzánskými akcemi gestapa do Kunčic pod Ondřejníkem a posléze do Líšně u Brna. V boji proti německé armádě pokračovali až do příchodu Rudé armády.

## Po válce
Při kontaktu s Rudou armádou byl společně s ostatními příslušníky desantu zadržen NKVD. Po propuštění byl přidělen k MNO, kde pracoval na prověřování reaktivovaných důstojníků armády (podílel se i na zatčení zrádce Gerika). V červenci 1945 povýšen do hodnosti podporučíka pěchoty. V té době za ním z Anglie přijela jeho manželka s dcerou. Od srpna byl zařazen jako učitel vojenské zdatnosti na Vojenské akademii v Hranicích. V červnu 1946 v hodnosti nadporučíka odešel z armády.
Po únoru 1948 byl zatčen a souzen vojenským soudem pro pobuřování a kritiku komunistů v armádě. Pro nedostatek důkazů byl osvobozen. Využil propuštění a v březnu 1948, poté, co manželka a dcera jako britské občanky odjely legálně, překročil ilegálně hranice. Po čtyřměsíčním pobytu v Německu odcestoval za rodinou do Anglie. V následujících letech pracoval jako úředník u Správy řeky Temže a v továrně na výrobu karoserií Jaguar. V roce 1958 se s celou rodinou vystěhoval do Kanady. Až do odchodu do důchodu pracoval v různých, převážně dělnických povoláních.
16. října 1990 byl povýšen na plukovníka pěchoty, v roce 2009 potom na brigádního generála ve výslužbě.

## Vyznamenání
- 1940 -  Československý válečný kříž 1939
- 1944 -  Pamětní medaile československé armády v zahraničí se štítky Francie a Velká Británie
- 1944 -  Československá medaile za zásluhy II. stupně
- 1945 -  druhý Československý válečný kříž 1939
- 1945 -  druhá Československá medaile za zásluhy II. stupně
- 1945 -  Československá medaile Za chrabrost před nepřítelem